# Bennet (Band)
Bennet war eine britische Alternative-Rock-Band, die 1993 gegründet wurde. Sie veröffentlichte zwei Alben bei Roadrunner Records und erzielte damit einen kleinen Erfolg in der britischen Independent-Szene. Am bekanntesten wurde sie durch ihre 1997 veröffentlichte Single Mum's Gone to Iceland, deren Titel aus einer britischen Fernsehwerbung für die Supermarktkette Iceland stammt. Die Band löste sich 1998 auf.
Im Jahr 2016 reformierte sie sich mit einer neuen Single, die im Sommer veröffentlicht werden sollte, sowie einer B-Seiten-Zusammenstellung.

## Diskografie

### Alben
- 1996: Super Natural
- 1997: Street vs Science

### Singles und EPs
- 1995: Curly Shirly
- 1996: If You Met Me, Then You'd Like Me
- 1996: Colossal Man
- 1996: Someone Always Gets There First (UK #69)
- 1997: Mum's Gone to Iceland (UK #34)
- 1997: I Like Rock (UK #79)
- 1998: Horse's Mouth